# 고영하
고영하(高永河, 1952년 11월 4일 ~ )는 대한민국의 기업인이다. 본관은 제주이다.

## 학력
- 광주제일고등학교
- 연세대학교 의학과 제적 (1학년 시절에 유신헌법 반대 운동에 가담한 사실이 발각되어 투옥됨)

## 경력
- 대양코리아 대표
- 셀런TV 이사
- 셀런TV 회장
- 하나TV 회장
- 하나로미디어 회장
- SK브로드밴드미디어 회장
- 고벤처포럼 회장
- 고벤처 파트너스 대표
- 고벤처 엔젤클럽 회장
- 한국엔젤투자협회 회장

## 방송출연
- 《도전! K-스타트업 2017》 (2017년, KBS1)

## 저서
- 세상을 고친 의사들

## 역대 선거 결과
|  | 33.29% |

|  | 35.13% |